# 能登屋円吉
能登屋円吉（のとや えんきち、1811年 - 没年不詳は、幕末のアイヌ語通詞。

## 人物・生涯
1811年（文化8年）松前藩生まれの和人で、幼少期には松前家中の蠣崎藤左衛門に仕えていた。
天保年間から安政年間にかけてイシカリ場所（現在の石狩市）で生活した後、紋別場所（現在の紋別市）に移り番人となった。アイヌとの交流をこれらの時期に深めてアイヌ語資料を収集しており、1864年（元治1年）に『蝦夷語集録』として編纂した。また、後に『番人円吉蝦夷記』を記した際には、近世当時のアイヌの用いていた道具や風俗、習慣などをアイヌ語と並んで記録した。
没年不詳。

## 評価
金田一京助は円吉を上原熊次郎に次ぐ優秀なアイヌ語通詞とし、そのアイヌ語能力を肯定的に評価している。

## 著書
- 『蝦夷語集録』 - 1864年（元治1年）
- 『番人円吉蝦夷記』